# Magdalena Swanepoel
Pour les articles homonymes, voir Swanepoel.
Magdalena Catharina Swanepoel, surnommée Dalene Swanepoel, née le 7 novembre 1930 à Hopetown et décédée le 2 juin 2007, était une athlète sud-africaine.
Magdalena Swanepoel a participé pour l'Afrique du Sud aux jeux de l'Empire britannique et du Commonwealth de 1954 et 1958. Elle y a remporté trois médailles aux concours de lancer du poids et lancer du javelot.

## Palmarès

### Jeux de l'Empire britannique et du Commonwealth
- Jeux de l'Empire britannique et du Commonwealth de 1954 à Vancouver ( Canada)
  -  Médaille de bronze au lancer du poids
  -  Médaille d'or au lancer du javelot
- Jeux de l'Empire britannique et du Commonwealth de 1958 à Cardiff ( Pays de Galles)
  - 4e au lancer du poids
  -  Médaille d'argent au lancer du javelot

## Records
- Record des jeux de l'Empire britannique et du Commonwealth au lancer du javelot avec 43,83 m en 1954 à Vancouver